# Testigo accidental
Narrow Margin (Testigo accidental en España y Al margen del peligro en Latinoamérica) es una película estadounidense de 1990, del género cine de acción, dirigida por Peter Hyams. Protagonizada por Gene Hackman, Anne Archer, J.T. Walsh, James Sikking, M. Emmet Walsh y Susan Hogan en los papeles principales. Es un remake de The Narrow Margin, de Richard Fleischer.

## Sinopsis
Carol Hunnicut ha presenciado por casualidad un asesinato cometido por Leo Watts, un líder del crimen organizado de Los Ángeles, contra un abogado suyo por desfalco mayor hacia él. Nadie la vio, pero ella teme lo peor y se esconde por ello en una casa situada en las montañas del Canadá. 
La policía se entera de lo que ha visto y el fiscal la encuentra en Canadá con su ayuda. Allí, el fiscal quiere convencerla de que declare en un juicio contra Leo Watts. Ella se resiste. Sin embargo los criminales al servicio de Leo Watts también la han podido localizar e intentan asesinarla junto con el fiscal y los que le han acompañado. Todos excepto ella y el fiscal son asesinados por ellos. No le queda otra alternativa que huir con el fiscal con los criminales en los talones hacia una estación de ferrocarril cercana teniendo a los criminales en los talones.
Los dos consiguen llegar allí y coger el tren a tiempo sin que los criminales puedan evitarlo, por lo que ahora no tienen otra alternativa que entrar también en el tren sin causar alboroto. Allí el fiscal la protege escondiéndola, pero los criminales consiguen cortar las comunicaciones en el tren esperando luego a que el fiscal haga un fallo para encontrarla y asesinarla. Ahora un enfrentamiento a muerte va a empezar contra un enemigo numéricamente superior sin que el fiscal tenga la posibilidad de pedir ayuda a las autoridades. Su única ventaja es que sólo atacarán cuando la encuentren, pero con el tiempo las posibilidades de esconderla se reducen y además no puede fíarse de nadie.

## Reparto
- Gene Hackman - Robert Caulfield
- Anne Archer - Carol Hunnicut
- James Sikking - Nelson
- J.T. Walsh - Michael Tarlow
- M. Emmet Walsh - Sargento Dominick Benti
- Susan Hogan - Kathryn Weller
- Nigel Bennett - Jack Wootton
- Codie Lucas Wilbee - Nicholas
- Kevin McNulty - James Dahlbeck
- Harris Yulin - Leo Watts

## Producción
Como el personaje de Elliott Gould en Capricorn One, Gene Hackman se llama en el guion Robert Caulfield, que es el nombre del antiguo jefe del director Peter Hyams.
Hyams visionó muchas películas antiguas clásicas, pero no demasiado famosas, para hacer un remake moderno y eligió The Narrow Margin, de Richard Fleischer.
Se rodó en Columbia Británica y Alberta, Canadá. El tren es un BC Rail SD40-2 diesel. Sus vagones se pintaron con los colores de la línea Toronto-Vancouver. Algunas de las tomas lejanas se filmaron usando un tren a escala. La cabaña del inicio se construyó especialmente para el rodaje. Fue idea del propio Hackman que su personaje usase gafas.

## Recepción
Según ABC, este remake, aunque no aporte nada novedoso con respecto a la película original de Richard Fleischer, mantiene aun así, con mucha eficacia, los parámetros clásicos de un thriller y además los protagonistas de la producción cinematográfica interpretan bien sus papeles.